# Крутояровка (Харьковская область)
Крутояровка (укр. Крутоярівка) — село,
Россоховатский сельский совет,
Кегичёвский район,
Харьковская область, Украина.
Код КОАТУУ — 6323184502. Население по переписи 2001 года составляет 313 (132/181 м/ж) человек.

## Географическое положение
Село Крутояровка находится на правом берегу реки Вшивая, выше по течению на расстоянии в 4 км расположено село Рассоховатая, ниже по течению на расстоянии в 2 км расположено село Гутыревка, на противоположном берегу на расстоянии в 3 км расположен пгт Кегичёвка.
Через село проходит железная дорога, ближайшие станции Шляховой (2,5 км) и Кегичёвка (6 км).
По селу протекает пересыхающий ручей с запрудами.

## История
- 1770 — дата основания.

## Экономика
- Молочно-товарная ферма, машинно-тракторные мастерские.

## Объекты социальной сферы
- Дом культуры.

## Достопримечательности
- Братская могила советских воинов. Похоронено 103 воина.
- Братская могила советских воинов. Похоронено 894 воина.

## Известные люди
- Бондаренко Михаил Федорович — родился в 1944 году в селе Крутояровка, ректор Харьковского национального университета радиоэлектроники (ХНУРЭ)
- Макаренко Владимир — родился 22 апреля 1966 г. в селе Крутояровка, Защищал ворота команд «Звезда» (Городище), «Металлург» (Мариуполь), «Шахтер» (Макеевка). После окончания игровой карьеры стал тренером мариупольского «Металлурга».